# Louisa Adams
Louisa Catherine Adams (London, 1775. február 12. – 1852. május 15.) John Quincy Adams amerikai elnök felesége, 1825–29 között pedig az Amerikai Egyesült Államok first ladyje.

## A kezdetek
A későbbi first lady a Marylandből származó kereskedő, Joshua Johnson és felesége, Catherine gyermekeként született. 1775-ben, az amerikai függetlenségi háború kirobbanásának kezdetén a család ideiglenesen Párizsba települt. E párizsi tartózkodás egyik eredménye Louisa kiváló francia nyelvtudása, illedelmes viselkedése, társasági életben való jártassága. Szeretett táncolni és hárfán játszani. Ezen idő alatt, húgával és szüleivel rengeteg társasági összejövetelen vettek részt, mely során mindkét gyermek hozzászokott a gáláns társalgásokhoz és a küllemüket érő kellemes bókokhoz. A maga korában Louisa valóban páratlan szépség volt.
Az amerikai függetlenségi háború végével a Johnson család visszaköltözött Londonba, ahol fényűző életmódot folytattak, szolgák egész hada vette körül őket és valóban a legjobb körökben forogtak. A Johnson család egy igen gazdag, tehetős család volt, melynek tagjai nem vetették meg a szórakozást, az előkelő bálokat, társasági eseményeket. Louisa már ekkor szöges ellentétének bizonyult, későbbi férjének, az Amerikai Egyesült Államok 6. elnökének, John Quincy Adamsnak.

## Házassága

### Kezdetek
1794-ben John Q. Adams nagykövet urat – mert ekkor még „csak” nagykövet volt – hivatalos ügyek miatt Hollandiából, Londonba helyezték át. Itt tartózkodása alatt ő is hivatalos volt, a Londonban élő amerikai családok összejövetelére, amelyet a Johnson család csodálatos otthonában tartottak. A rá jellemző merev magatartással viselkedett és nem kimondottan élvezte a társasági eseményt, az ifjú Louisa mégis nagy hatással volt rá. Az est után többször meglátogatta a családot és verseket írt az alig 20 éves lánynak. A hölgy eleinte nem lelkesedett új hódolója iránt, nem sejtette, hogy házasságuk majd félévszázadon át fog tartani. Végül Louisa igent mondott, de a házasságkötés még váratott magára. Ebben nagy szerepet játszott a férfi anyja, aki egész életében nagy befolyással volt fiára. Véleménye szerint, az ifjú menyasszony hosszú angliai tartózkodása alatt, teljesen „elbritesedett”. A férfi hónapokra magára hagyta az ifjú menyasszonyt, volt, hogy hetekig nem hallatott magáról. Ezen idő alatt John Q. Adams adott egy kis ízelítőt leendő nejének, mennyire jártas az érzelmek világában.
1794. július 26-án kelt egybe az ifjú pár, amit a romantikus nászút helyett, egy diplomáciai körút követett. Az ifjú férj, gyerekkori sérelmekből, elfojtott érzelmekből, mély elkötelezettségéből adódóan nem igazán volt érzelmes, szerető ember és a nőket sem tartotta sokra. Gyerekkori szerelmének beteljesedését anyja, Abigail akadályozta meg. A korra az uralkodó férfitársadalom nyomta rá bélyegét, amelyben a nőknek legfontosabb teendője a háztartás vezetése, de elsősorban a gyermekáldás és az utódok felnevelése volt. Egy fiatal asszonyt senki nem világosított fel arról, mi várja majd a nászéjszakán, ez ugyanis tabu volt. Louisa házas éveinek korai szakaszában, Thomas, férje öccse volt a támasza.
Louisának hamar ki kellett ábrándulnia. Nem sokkal az esküvő után a Johnson család üzlete tönkrement, a család megélhetése Johntól függött, aminek ő gyakran hangot is adott. Pár hónappal a nász után ezt mondta: "Hitvesem hozományát elvesztettem."
A feleség, férjének feltétlen engedelmességgel tartozott. Louisa C. Adams azonban, kezdeti félénkségét követően, hamar a sarkára állt. Férje nélkül is boldogult, egyedül is képes volt új dolgokat és új embereket megismerni. Egyre gyakrabban hozta férje tudtára, hogy nem tartozik feltétlen engedelmességgel neki – és valójában egyre többször, sikerrel harcolta ki igazát vele szemben.
1801-ben a pár az öreg kontinensről az újvilágba utazott, Louisa ekkor találkozott először férje szüleivel. Abigaillel nem alakult ki közöttük szoros kapcsolat, az asszony gyenge jellemnek találta fiához. Az idősebb John Adams azonban szívébe zárta, s ez az erős kötelék és barátság örök életükre elkísérte mindkettejüket.

### Gyermekeik
Louisa a kor többi férjezett asszonyához hasonlóan szinte folyamatosan terhes volt. Tizenkétszer esett teherbe, számtalanszor elvetélt, ami mind fizikailag, mind pszichikailag megviselte. Összesen három gyermeke érte meg a felnőttkort: John, George és Charles Francis.
1809-től az Adams házaspár Oroszországba költözött. A két idősebb gyermeket Amerikában hagyták, de a legkisebb fiút magukkal vitték, az akkor amerikai viszonylatban „világ végének” számító Oroszországba. Az elkeseredett asszony, akit férje minden egyeztetés és megkérdezés nélkül orosz földre cipelt, csak fiatal férfi korukban látta viszont idősebb fiait. John fiatalon az ivásba halt bele, míg a másik fiú, George, öngyilkos lett.

### Oroszországi tartózkodás és a napóleoni háborúk
Oroszországban nagyon magányosan, elszigetelten érezte magát, a sorozatos vetélések is csak gyötörték. Lelkébe csak az hozott csekély világosságot, hogy férjével komoly sikereket értek el a cári udvar társasági életében. I. Sándor cár nagyon kedvelte a művelt amerikait, és az ő félénk, de szeretetreméltó és csodaszép feleségét. A házaspár tanúja lehetett Napóleon felemelkedésének, Oroszország elleni inváziójának, majd bukásának is. Louisa 1814-ben, 8 éves fiával és két szolgával hintón tette meg a 3000 km-es utat Szentpétervárról Franciaországba, amely – ha számításba vesszük a háború utáni körülményeket – nem kis bátorságra vall.

### First ladyként
1817-ben visszatértek Amerikába és férje külügyminiszter lett James Monroe elnök kabinetjében. Louisa ezentúl tökéletes háziasszonyként viselkedett, és férje is kezdte mindinkább figyelembe venni, törődni vele, sőt időnként még a tanácsát is kikérte. Az 1824-es választásokat követően az Amerikai Egyesült Államok elnöke John Quincy Adams lett. Kevés olyan first lady volt, aki annyira unatkozott volna a Fehér Házban, mint ő. Férje sikertelen elnöki pályafutása rányomta bélyegét Louisa közérzetére. Depresszióba esett, melyen betegsége csak tovább rontott. Gyógyíthatatlan orbáncban szenvedett, mely a betegség akut szakaszában teljesen elcsúfította. Két kiútja volt boldogtalanságából, az egyik a csokoládéevés (meglepő módon nem hízott tőle, pedig döbbenetes mennyiség tudott belőle fogyasztani), a másik az írás volt. Ekkor írta meg önéletrajzát, a Record of a Life, or My story, de több verset és egy színdarabot is írt.

## Utolsó évei, halála
A kezdeti ellentétek, a tragédiák, a sikertelen elnöki poszt betöltése után, a házaspár egyre közelebb került egymáshoz. Idős korukra valószínűleg összecsiszolódtak, sokkal jobban megértették egymást, mint korábban bármikor. John Adams fellépett a rabszolgaság ellen, amiben Louisa aktívan támogatta. 4 évvel férje halála után, 1854. május 15-én hunyt el Amerika legtökéletesebb asszonya. – írja róla Louisa egyik fogadásának látogatója.